# Новоладожский район
Новоладожский район — административно-территориальная единица в составе Ленинградской области, существовавшая с 1946 по 1963 год.
Административный центр — город Новая Ладога.
Площадь территории в первоначальных границах — 1671 км², в 1955 году возросла до 3590 км². Население — 52 474 чел. (1959 год; 26496 чел. в 1949 году).

## Образование района
Новоладожский район был образован Указом Президиума Верховного Совета РСФСР от 20 марта 1946 путём разукрупнения Волховского района. В состав района вошли: город Новая Ладога, рабочий посёлок Сясьстрой и 19 сельсоветов, расположенных к востоку от реки Волхов.
С июня 1954 по декабрь 1955 года в Новоладожский район входили: город Новая Ладога, рабочий посёлок Сясьстрой и 12 сельсоветов.
Указом Президиума Верховного Совета РСФСР от 14 декабря 1955 года к Новоладожскому району была присоединена территория ликвидированного Пашского района: рабочий посёлок Свирица и 13 сельсоветов. С декабря 1955 года по январь 1960 года в состав района входили: город Новая Ладога, рабочие посёлки Сясьстрой, Свирица и 25 сельсоветов.
Указом Президиума Верховного Совета РСФСР от 1 февраля 1963 Новоладожский район был ликвидирован.

## Административное деление
На момент образования района в его состав вошли город Новая Ладога, рабочий посёлок Сясьстрой, а также следующие 19 сельсоветов:
- Воскресенский
- Вымовский
- Ежевский
- Златынский
- Иссадский
- Колчановский
- Лунгачевский
- Лиговский
- Масельгский
- Мелексинский
- Муровский
- Наволокский
- Низинский
- Немятовский
- Пульницкий
- Ребровский
- Сясьскорядковский
- Урицкий
- Черноушевский

Указом Президиума Верховного Совета РСФСР от 16 июня 1954 года упразднены следующие сельсоветы Новоладожского района: 

1) Масельгский; 

2) Вымовский; 

3) Муровский (объединены в один сельсовет, с присвоением ему наименования — Усадищенский сельсовет); 

4) Ежевский (присоединён к Колчановскому сельсовету); 

5) Лунгачевский (присоединён к Низинскому сельсовету); 

6) Мелексинский; 

7) Наволокский (объединены в один сельсовет, с присвоением ему наименования — Хваловский); 

8) Златынский; 

9) Немятовский (присоединены к Иссадскому сельсовету).
Одновременно Ребровский сельсовет переименован в Алексинский сельсовет.
В декабре 1955 года в состав Новоладожского района была включена территория упразднённого Пашского района. В его составе к Новоладожскому району были присоединены рабочий посёлок Свирица и следующие 13 сельсоветов:
- Волосовский
- Доможировский
- Загубский
- Карпинский
- Кириковский
- Кондежский
- Манихинский
- Николаевщинский
- Пашский
- Подбережский
- Рекинский
- Часовенский
- Чуновский.

В 1960 году упразднены два сельсовета — Алексинский (присоединён к Колчановскому сельсовету) и Рекинский (присоединён к Доможировскому сельсовету). Несколько позже Чуновский и Подбережский сельсоветы были объединены в один сельсовет, с присвоением ему наименования — Потанинский сельсовет; одновременно Волосовский сельсовет был упразднён, его территория включена в состав Манихинского сельсовета.
В 1961 году упразднён Сясьскорядковский сельсовет. Селение Сясьские Рядки частью вошло в черту рабочего посёлка Сясьстрой, а частью передано в административное подчинение Сясьстроевскому поссовету.

## Упразднение района
Район был упразднён указом Президиума Верховного Совета РСФСР от 1 февраля 1963 года в рамках общего укрупнения сельских районов Ленинградской области после разделения облсовета на промышленный и сельский, с передачей территории в состав Волховского сельского района. В настоящее время территория бывшего Новоладожского района полностью входит в состав Волховского района.